# نکس انترتینمنت
نکس اینترتینمنت (انگلیسی: Nex Entertainment) شرکت بازی ویدئویی ژاپنی است، که در سال ۱۹۹۲ تأسیس شد.
نکس انترتینمنت یک استودیوی بازی سازی است که در سال ۱۹۹۲ عمدتاً با نام Emarg توسط کارکنان سابق ولف تیم (wolf team) تأسیس شد. استودیوی نکس انترتینمنت بازی‌هایی را تحت قرارداد برای شرکت‌های مختلف مانند سگا، تاکارا، کپکام و نامکو توسعه دادند. نکس انترتینمنت در مارس ۱۹۹۴ نام خود را به Nextech (ネクステック) تغییر دادند، تقریباً زمانی که Gau Entertainment را خریداری کردند. در آگوست ۱۹۹۷، سگا این استودیو را به عنوان یک شرکت تابعه کاملاً تحت مالکیت خود درآورد، اگرچه آنها به قرارداد خود با شرکت‌های دیگر ادامه دادند. آنها نام فعلی خود را در ژوئیه ۲۰۰۵ انتخاب کردند و سگا آنها را در نوامبر به استقلال بازگرداند.